# Вюрцбургский университет
Вюрцбургский университет имени Юлиуса и Максимилиана (нем. Julius-Maximilians-Universität Würzburg) — один из старейших университетов Германии, находится в Вюрцбурге (Франкония). Член Коимбрской группы.

## Современное состояние
В 2013 учебном году 25 295 студентов (из них 57 % женщин), в том числе около 12 тысяч будущих школьных учителей и трех тысяч будущих врачей. 496 человек пишет кандидатскую работу и 26 — докторскую. В преподавательский состав входят 404 профессора и 2 325 научных работника. Бюджет составляет около 300 млн евро.
10 факультетов: католической теологии, юридический, медицинский, философский I (история, философия, культурология), философский II (философия, психология, педагогика, социология), биологический, химико-фармацевтический, математики и информатики, физики и астрономии, экономический.

## История

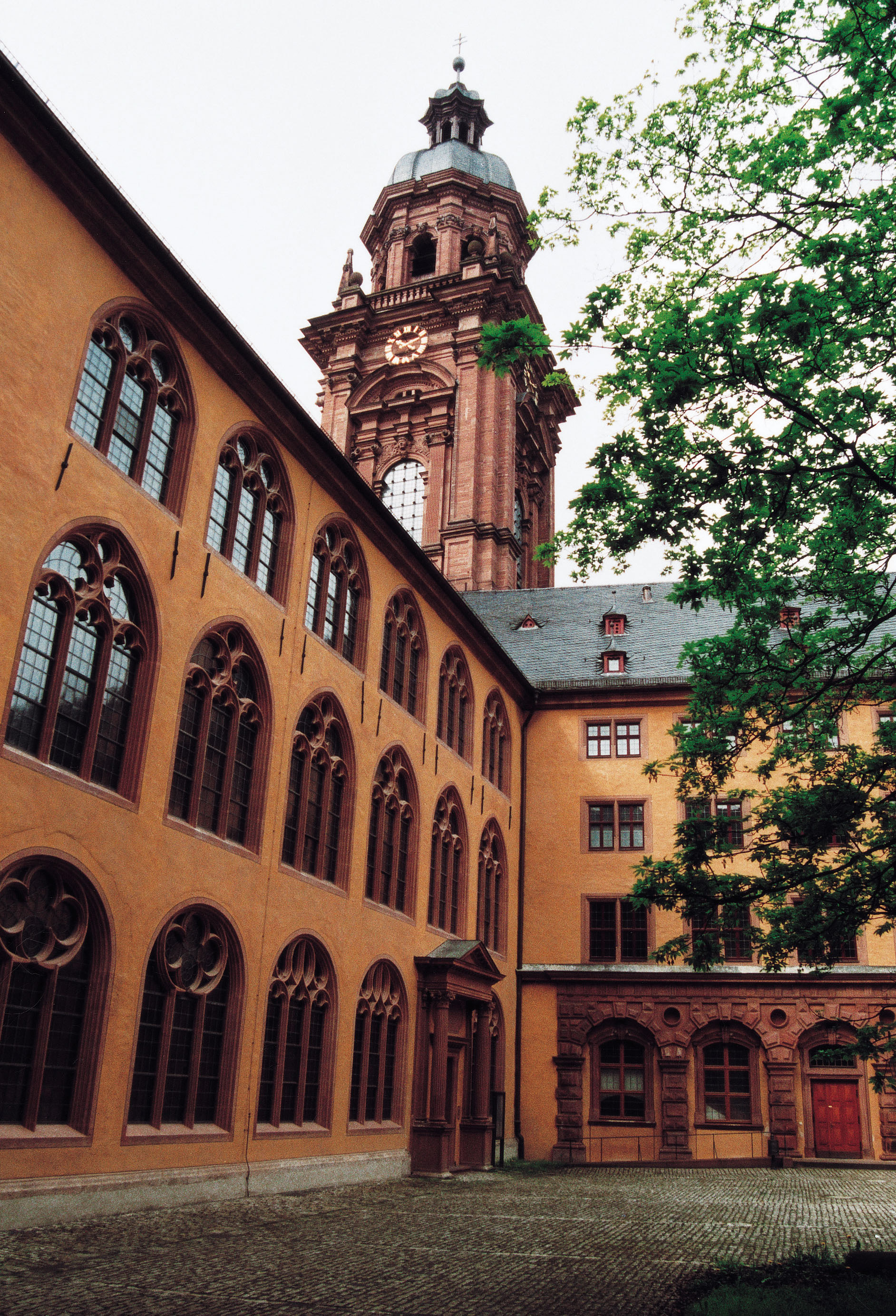
Старое здание университета

Впервые основан 10 декабря 1402 года архиепископом Иоганном фон Эглофштайном, но вскоре после его смерти учебный процесс был остановлен. Причинами упадка университета были наряду с недостаточным финансированием и убийством канцлера университета его камердинером, также жалобы на распутный образ жизни студентов. 
Повторно основан в 1582 году князем-епископом Юлиусом-Эхтером (1545—1617). На этот раз финансирование стало более надёжным, а предписания студентам более строгими. Печать появилась только на следующий год, поэтому на изображении виден 1583 год. С медицинским факультетом был соединён обширный Юлианский госпиталь.
Университет носит два имени — основателя князя-епископа Юлиуса и баварского курфюрста (впоследствии короля) Максимилиана I, при котором университет был секуляризирован.
В конце XIX века в университете обучалось 1500 студентов, а библиотека университета насчитывала 10 000 томов. При университете действует знаменитый Музей Мартина фон Вагнера, городская картинная галерея и нумизматический кабинет.
В Вюрцбургском университете в 1895 году Рёнтген открыл излучение, впоследствии названное его именем. Тогда же Освальд Кюльпе основал при университете всемирно известную психологическую лабораторию (см. Вюрцбургская школа).

## Нобелевские лауреаты

### За открытия, сделанные в университете
- 1901 Вильгельм Рёнтген (физика)
- 1902 Эмиль Фишер (химия)
- 1907 Эдуард Бухнер (химия)
- 1919 Йоханнес Штарк (физика)
- 1922 Вильгельм Вин (физика)
- 1935 Ханс Шпеман (медицина)
- 1985 Клаус фон Клитцинг (физика)
- 1988 Хартмут Михель (химия)

### Лауреаты, связанные с университетом
- 1903 Сванте Аррениус (химия)
- 1909 Фердинанд Браун (физика)
- 1914 Макс фон Лауэ (физика)
- 1920 Вальтер Нернст (химия)
- 1930 Карл Ландштейнер (медицина)

## Преподаватели и студенты
См. Категория:Персоналии:Вюрцбургский университет